# Чудсько-Псковське озеро
Чудсько-Псковське озеро (ест. Peipsi-Pihkva järv; рос. Псковско-Чудское озеро, Чудско-Псковское озеро, нім. Peipussee), озеро на кордоні Естонії та Росії; 3550 км² (з'єднується з південною частиною — Псковським озером), глибина до 15 м; витоки річки Нарва, що впадає у Фінську затоку. Четверта за площею прісна водойма в Європі.

## Опис
Площа 3616 км². Середня глибина 7,1 м, найбільша — 15 м.
Озеро складається з трьох частин:
- Чудське озеро (ест. Peipsi järv) — площею 2670 км²;
- Псковське озеро (ест. Pihkva järv) — площею 710 км²;
- Тепле озеро (ест. Lämmijärv) — площею 236 км²; озеро-протока, з'єднує два попередні озера.

За іншими даними площа озер становить:
- Чудське озеро (ест. Peipsi järv) — площею 2613 км² (73 %);
- Псковське озеро (ест. Pihkva järv) — площею 709 км² (20 %);
- Тепле озеро (ест. Lämmijärv) — площею 236 км² (7 %), із загальною площею 3616 км².

На озері безліч островів, найбільшими є острів Порка (ест. Piirissaar) і Талабські острови. В озеро впадає близько 30 річок. Найбільшими є: Велика і Емайигі. Витікає одна річка — Нарва. Берег низинний, утворений торф'яником. Дно мулисте.

## Клімат
Озеро замерзає наприкінці листопада — початку грудня. Чудське скресає пізніше аніж Псковське і Тепле озеро. Льодохід припадає на кінець квітня — початок травня.

## Історія
Озеро є залишком від великої стародавньої льодовикової водойми, яка існувала у минулі геологічні періоди на місці сучасного.
Взимку 1242 року, у південній частині озера, відбулася битва війська васала Золотої Орди Олександра Невського з тевтонськими лицарями, яка увійшла в історію як Льодове побоїще.

## Фізико-географічна характеристика

### Історія формування озера
Озеро — це релікт великої льодовикової водойми, що знаходилась на місці сучасної. У палеозої 300—400 мільйонів років тому вся територія сучасного басейну Фінської затоки була покрита морем. Осадові відкладення того часу — пісковики, піски, глини, вапняки — покривають потужною товщею (понад 200 метрів) кристалічний фундамент, що складається з гранітів, гнейсів та діабазів. Сучасний рельєф утворився в результаті діяльності льодовика (Останнє Валдайське заледеніння було 12 тисяч років тому). Після відступу льодовика утворилося Літоринове море, рівень якого був на 7 — 9 м вище сучасного. Рівні льодовикових водойм поступово знижувалися, а їх площа зменшувалася.

### Береги, рельєф дна та гідрографія озера
Береги Чудсько-Псковського озера мають плавні обриси та утворюють лише одну значну затоку — Раскопельську. Майже всюди до низьких берегів озера, що утворені переважно торфовищами, прилягають обширні низовинні та заболочені простори, які затоплюються в періоди весняних повеней. В періоди найбільших розливів площа затоплення досягає 1000 км². Західний берег Псковського озера біля села Красна Гірка високий та стрімкий. Західний берег Чудського озера низовинний, місцями заболочений, східний — більше піднесений. Трапляються піщані дюни і пагорби, порослі борами. Уздовж піщаних берегів на 200—300 м тягнеться смуга мілководдя.

## Економіка
Міста, що розташовані на берегах озера, відносно невеликі і включають Муствее (населення 1 286 осіб), Калласте (населення 920 осіб) і Гдов (населення 3 542 осіб). Найбільше місто Псков (населення 209 840 чоловік) стоїть на річці Великій, за 10 км від озера. На озері ведеться промислове рибальство. Розвинене як вантажне, так і пасажирське судноплавство. Пасажирські судна також обслуговують туристичні тури. Мальовничі береги озера є популярним місцем для туризму та відпочинку, тут розташовано кілька туристичних баз і санаторіїв.

## Флора і фауна
У прибережній частині озера зростає 54 види прибережно-водних рослин, у тому числі очерет, аїр тростиновий, комиш, рогіз вузьколистий, Butomus і Sium latifolium. Плаваючі рослини зустрічаються рідко і включають тільки стрілицю, глечики жовті і гірчак земноводний.
У озері живуть риби: окунь, судак, лящ, плітка, сиг, Osmerus eperlanus eperlanus m. spirinchus тощо. Водно-болотяні угіддя прибережної смуги озера є важливими місцями для відпочинку і годування лебедів, гусей та качок, що мігрують між Білим морем і Балтійським морем та Західною Європою.

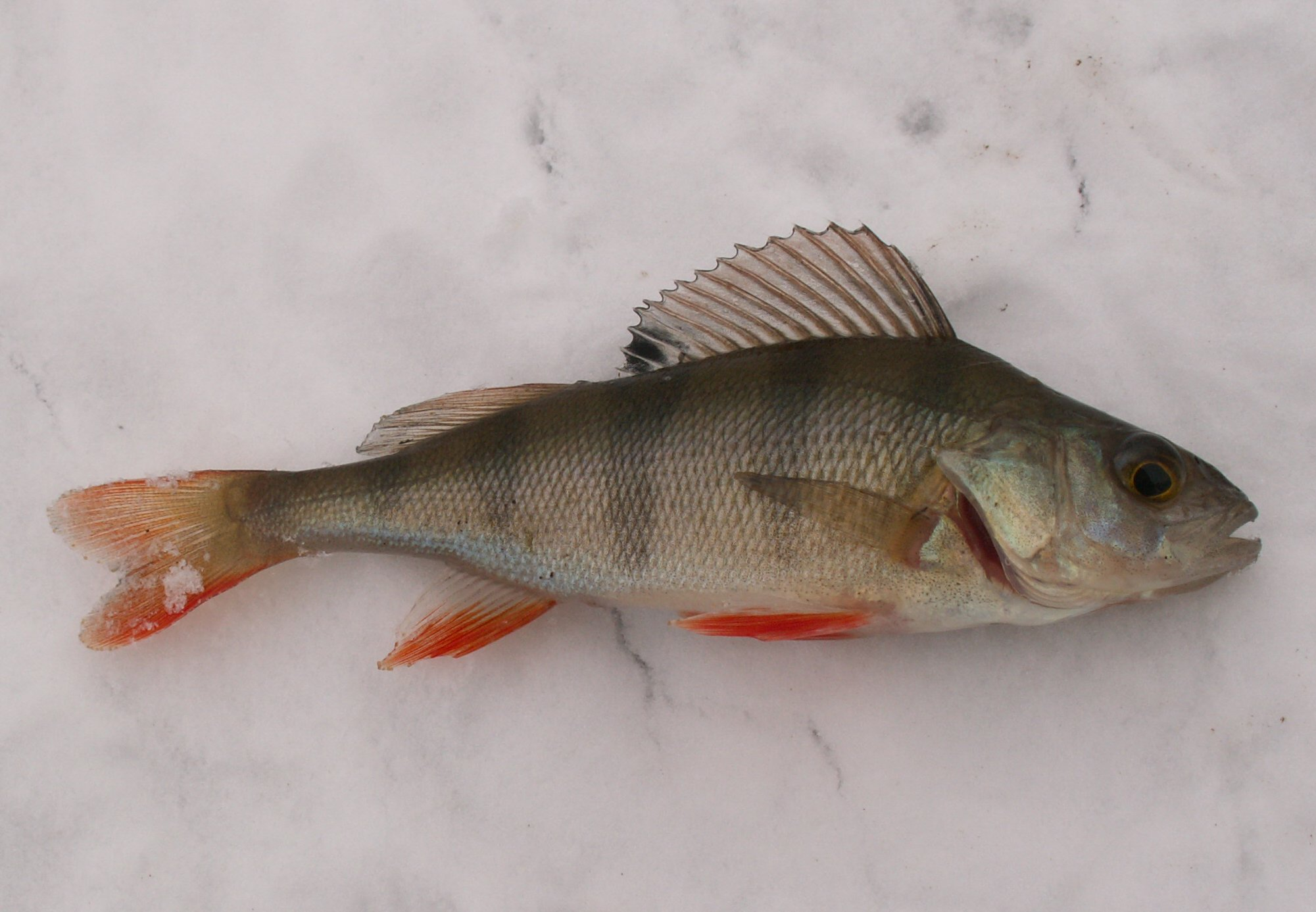
Окунь звичайний
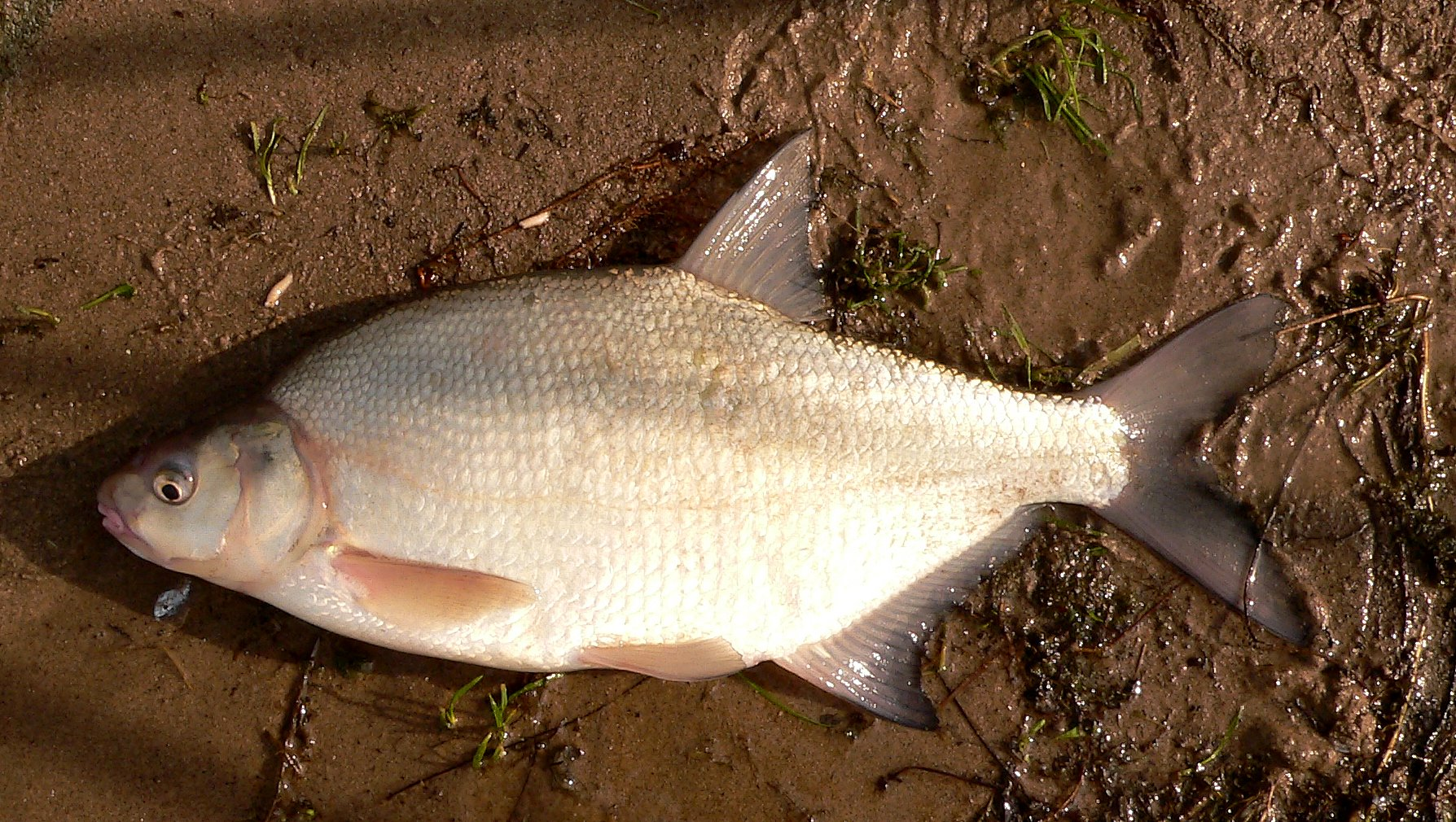
Лящ
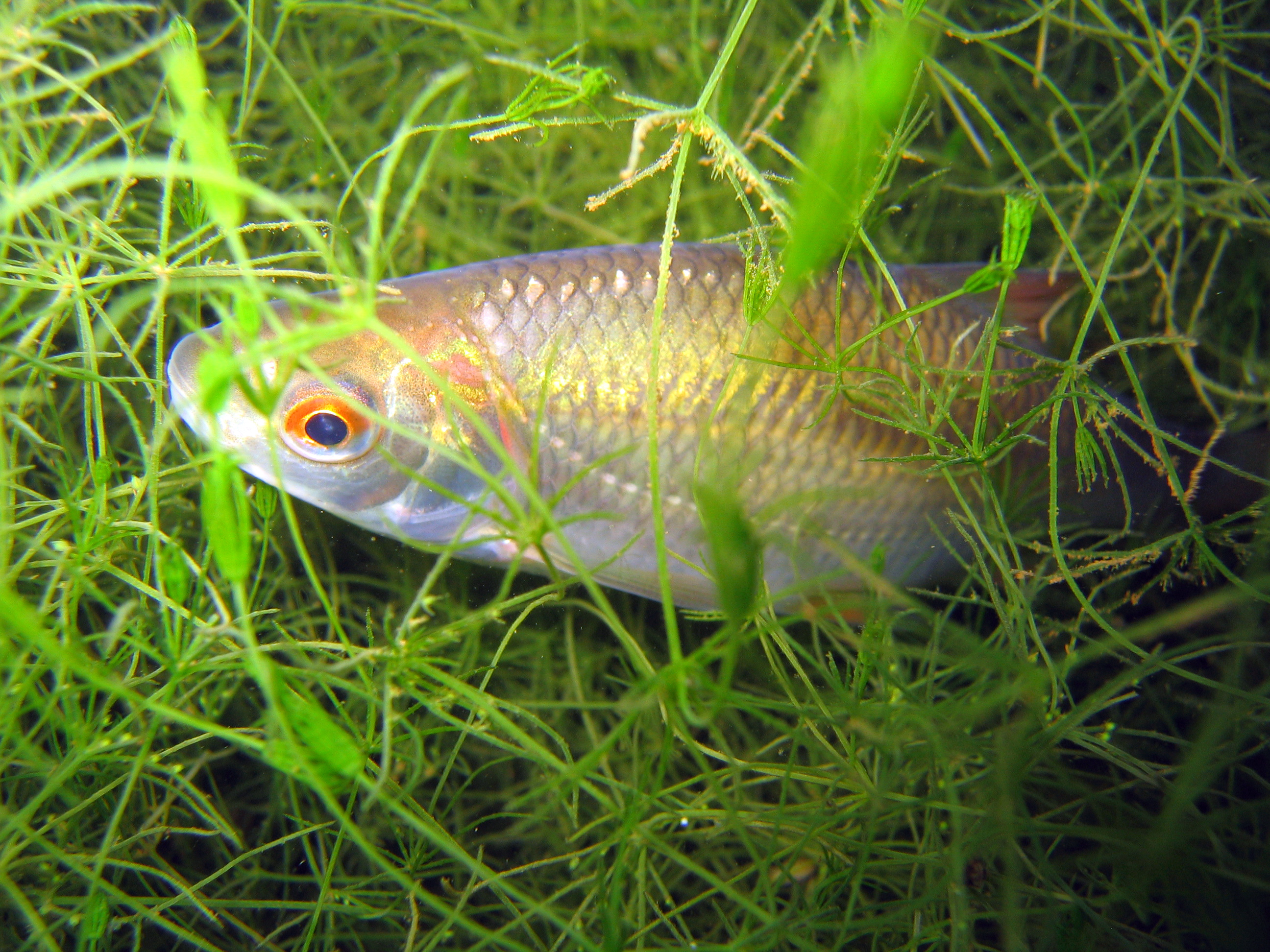
Плітка
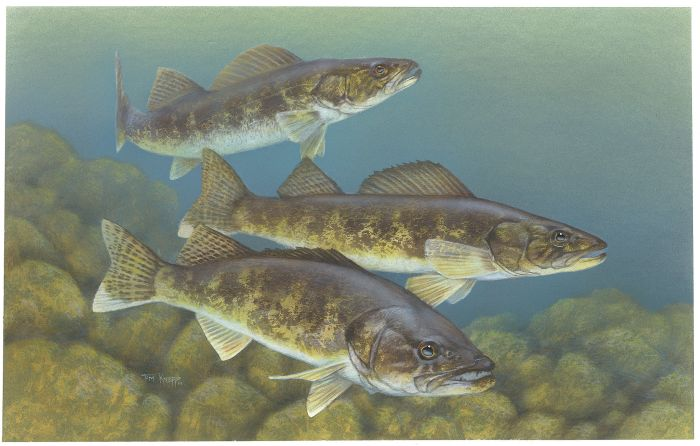
Судак

## Галерея

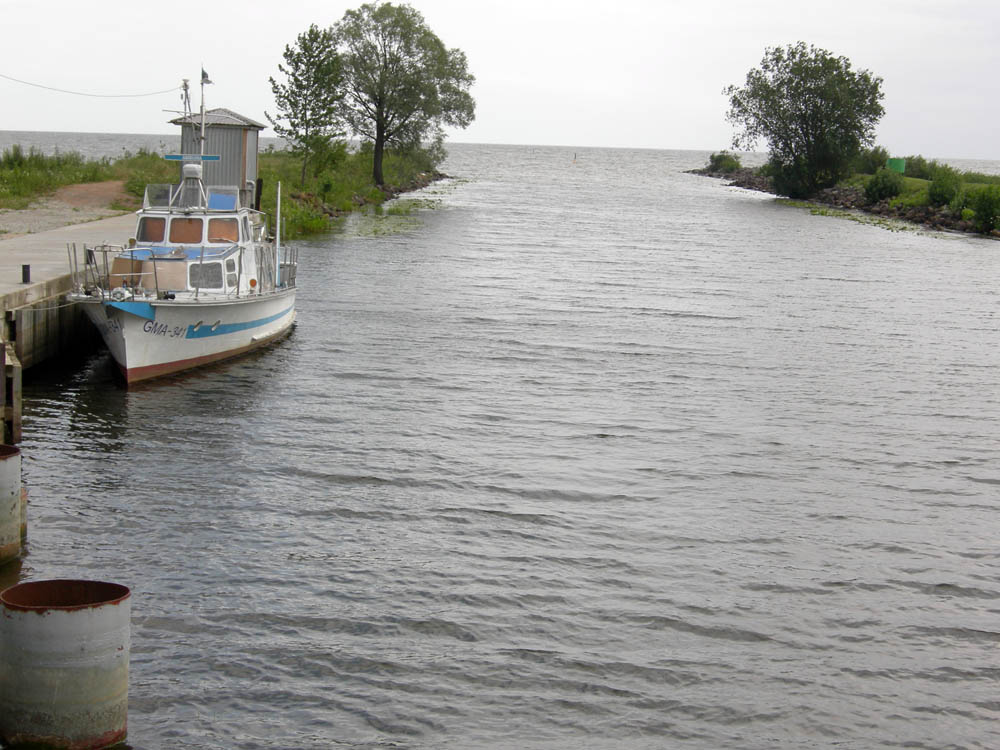
Гавань Муствее, Естонія. Липень 25, 2007.
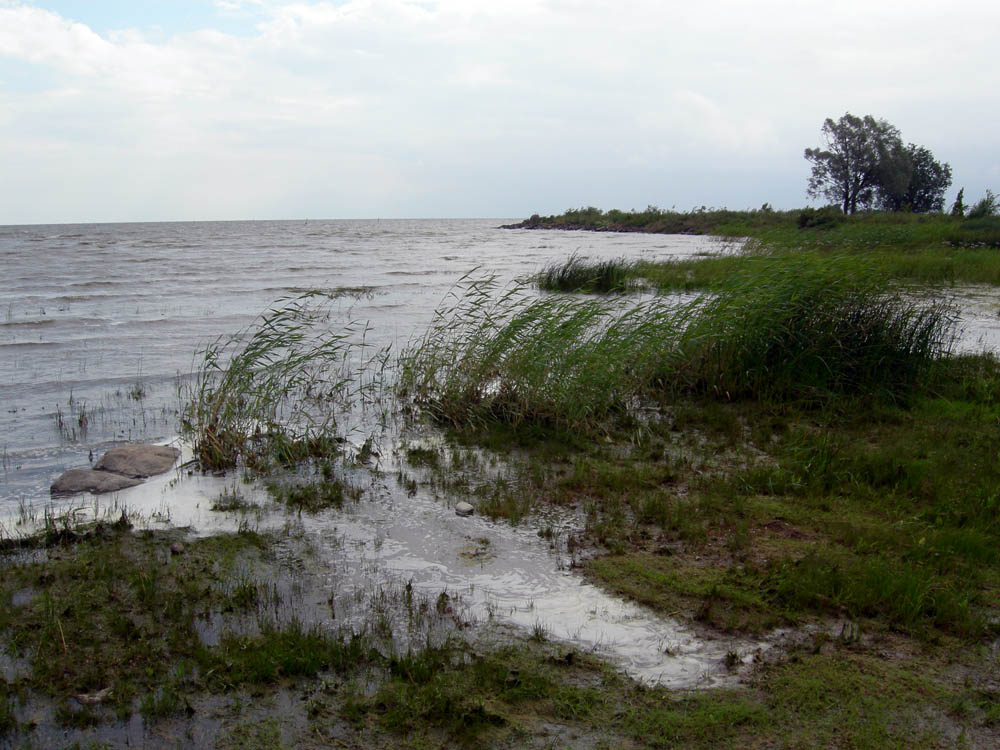
Узбережжя Муствее, Естонія. Липень 25, 2007.
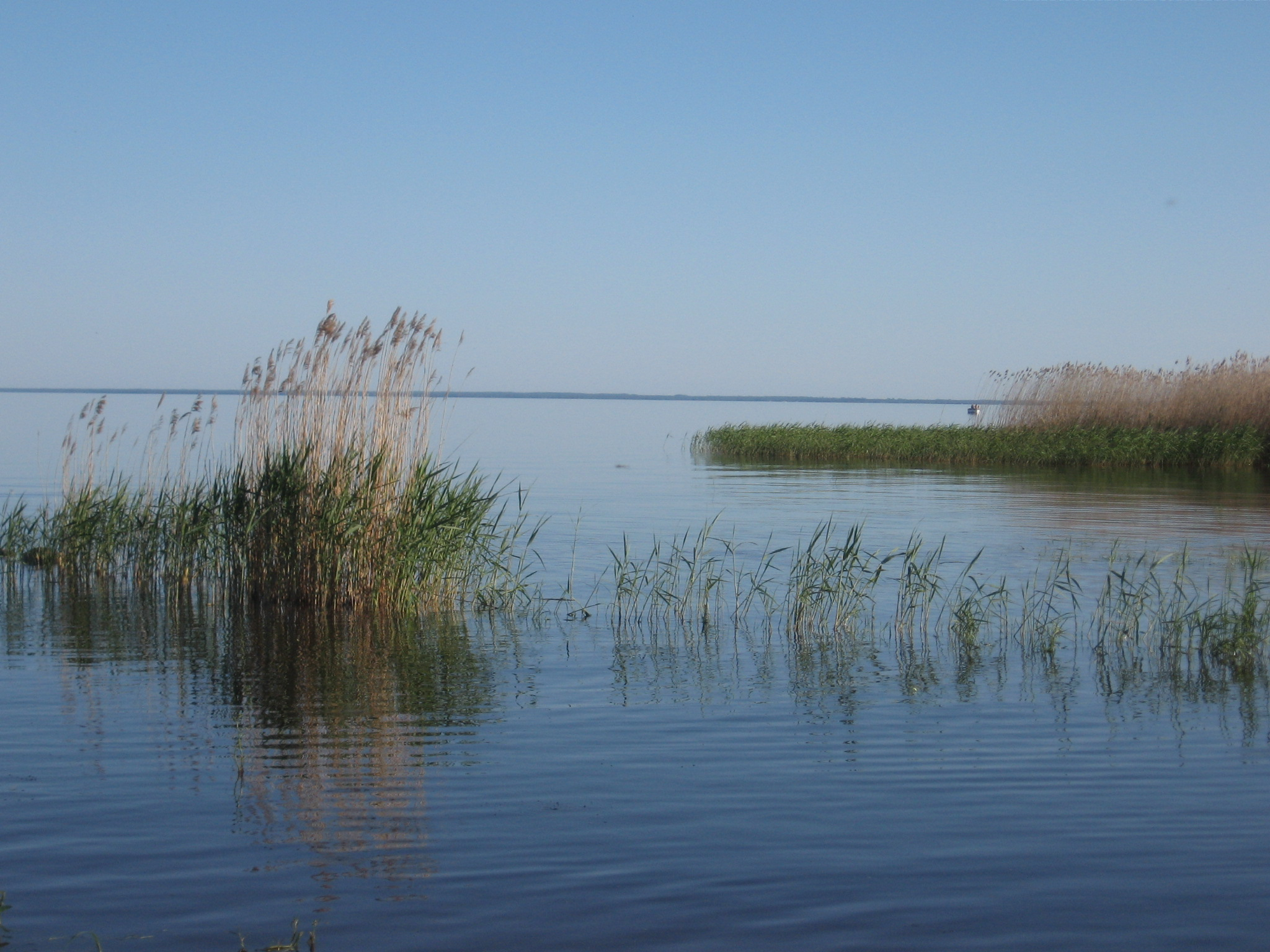
Вид на озеро
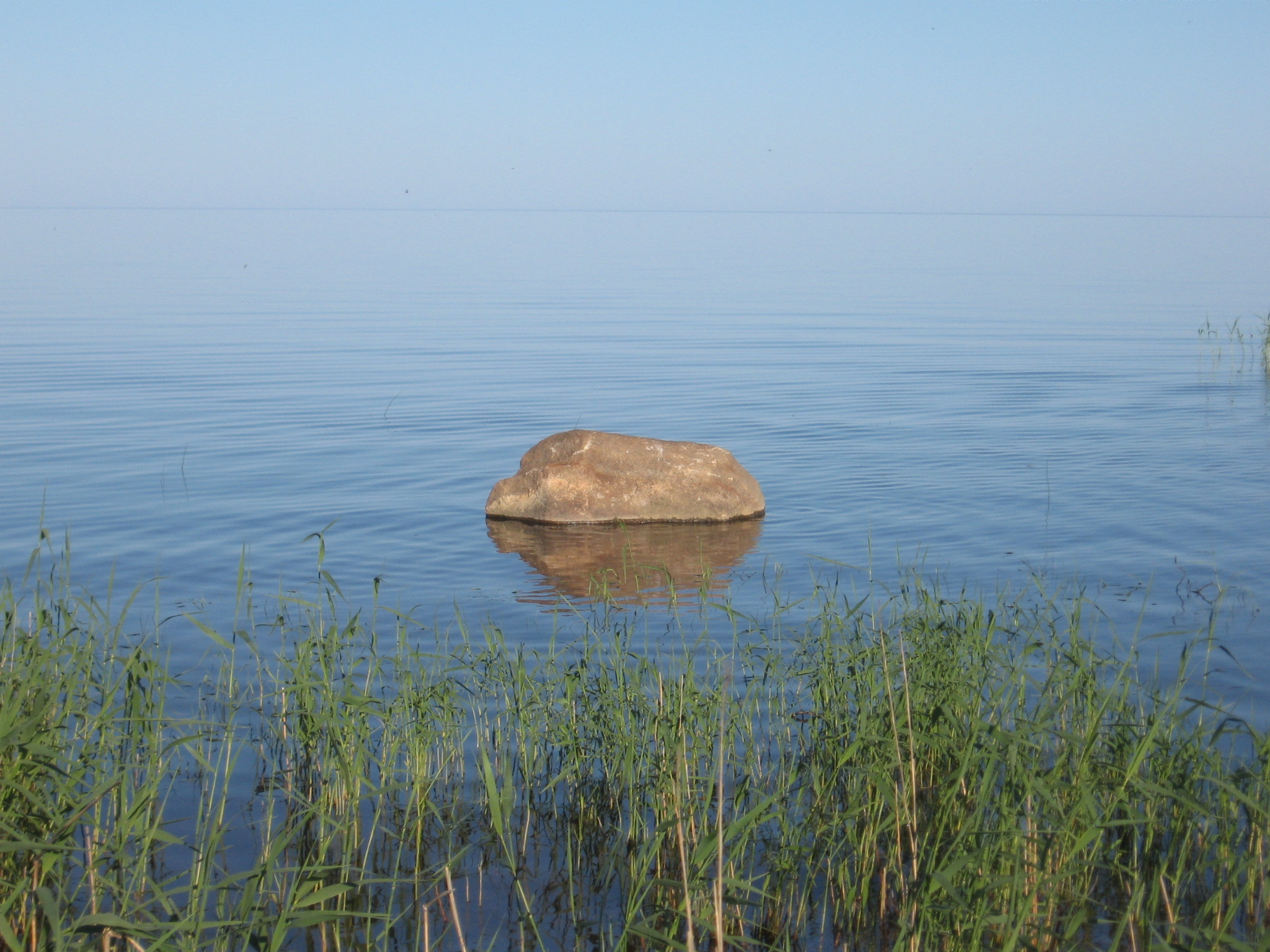
Вид на озеро
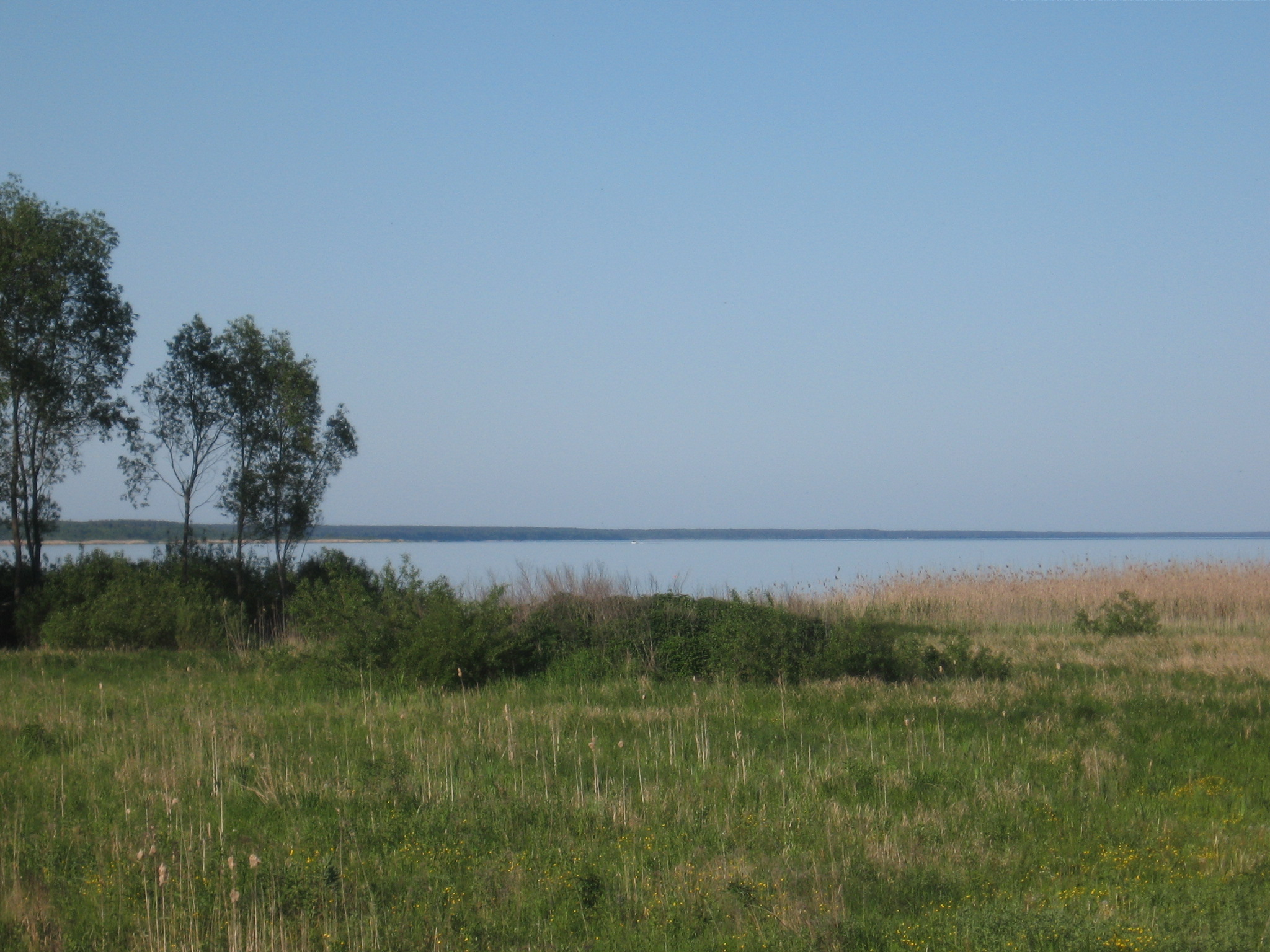
Вид на озеро
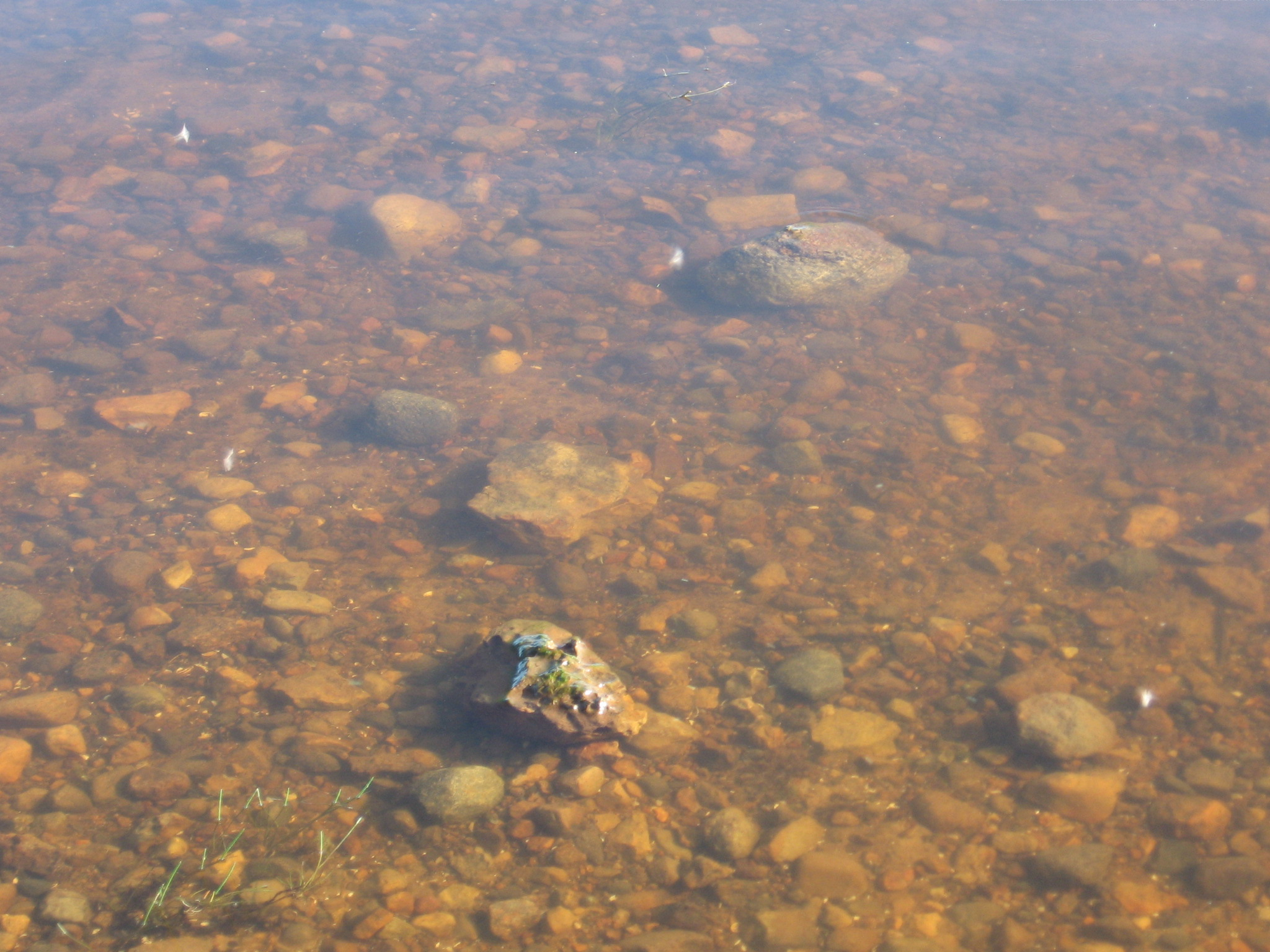
Дно озера у берега
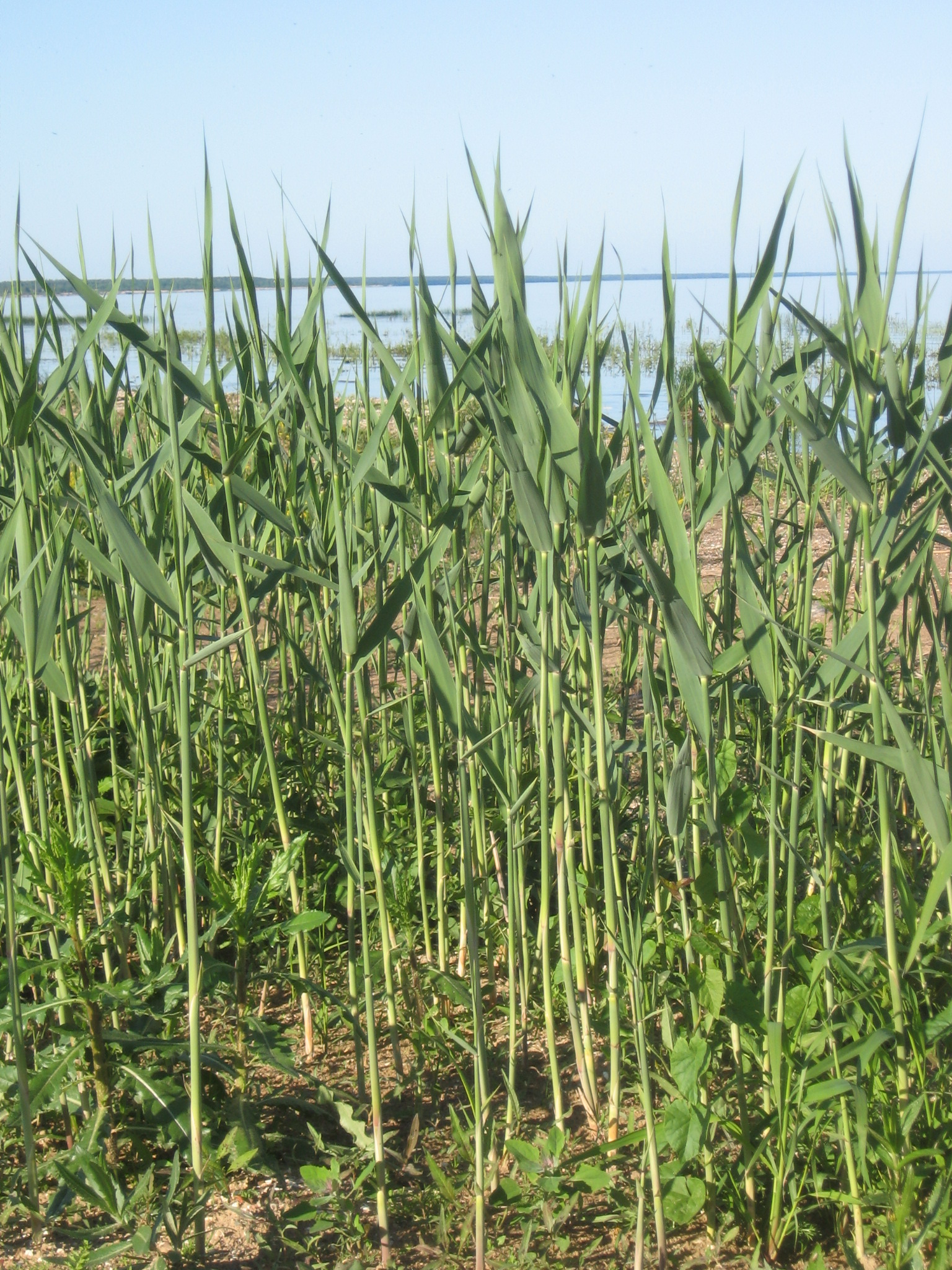
Очерет

## Ресурси Інтернету
- Чудсько-Псковське озеро // Большая советская энциклопедия : в 30 т. / главн. ред. А. М. Прохоров. — 3-е изд. — М. : «Советская энциклопедия», 1969—1978. (рос.)
- Peipsi Infokeskus [Архівовано 12 травня 2009 у Wayback Machine.] Естонський туристичний інформаційний вебсайт(рос.)
- Lake Peipus (LAKE, EUROPE) [Архівовано 26 квітня 2015 у Wayback Machine.] // «Encyclopaedia Britannica» (англ.)

| Озеро | Це незавершена стаття про озеро . Ви можете допомогти проєкту, виправивши або дописавши її. |